# Felcyn
Felcyn [pronunciación en polaco: /ˈfɛlt͡sɨn/] es un pueblo en el distrito administrativo de Gmina Lutocin, dentro del Distrito de Żuromin, Voivodato de Mazovia, en el centro-este de Polonia. Se encuentra aproximadamente 13 kilómetros al sudoeste de Żuron y 117 kilómetros al noroeste de Varsovia.